# Campionati mondiali di sollevamento pesi 1962
I Campionati mondiali di sollevamento pesi 1962, 37ª edizione della manifestazione, si svolsero a Budapest dal 16 al 22 settembre 1962, e furono considerati validi anche come 44° campionati europei di sollevamento pesi.

## Titoli in palio
| Categoria            | Eventi         | Atleti |
| -------------------- | -------------- | ------ |
| Pesi gallo           | Fino a 56 kg   | 11     |
| Pesi piuma           | Fino a 60 kg   | 14     |
| Pesi leggeri         | Fino a 67.5 kg | 19     |
| Pesi medi            | Fino a 75 kg   | 20     |
| Pesi massimi leggeri | Fino a 82.5 kg | 19     |
| Pesi mediomassimi    | Fino a 90 kg   | 16     |
| Pesi massimi         | Oltre i 90 kg  | 14     |

## Nazioni partecipanti
Ai campionati parteciparono 113 atleti rappresentanti di 27 nazioni. Sette di queste entrarono nel medagliere. Tra parentesi i partecipanti per nazione.
- Antille Olandesi (1)
- Austria (6)
- Belgio (1)
- Bulgaria (7)
- Canada (2)
- Cecoslovacchia (6)
- Finlandia (7)
- Francia (4)
- Germania Est (5)
- Germania Ovest (2)
- Giappone (7)
- Iran (5)
- Iraq (3)
- Italia (3)
- Norvegia (1)
- Polonia (7)
- Romania (4)
- Regno Unito (5)
- Rep. Araba Unita (5)
- Siria (1)
- Stati Uniti (7)
- Sudafrica (1)
- Svezia (3)
- Svizzera (3)
- Turchia (3)
- Ungheria (7)
- Unione Sovietica (7)

## Risultati
In questa edizione si stabilirono tre record del mondo, nei pesi gallo, leggeri e mediomassimi.
| Evento      | Oro               | Oro   | Argento              | Argento | Bronzo               | Bronzo |
| ----------- | ----------------- | ----- | -------------------- | ------- | -------------------- | ------ |
| 56 kg       | Yoshinobu Miyake  | 352,5 | Imre Földi           | 337,5   | Vladimir Stogov      | 330,0  |
| 60 kg       | Evgenij Minaev    | 362,5 | Evgenij Kacura       | 357,5   | Rudolf Kozłowski     | 352,5  |
| 67,5 kg     | Vladimir Kaplunov | 415,0 | Waldemar Baszanowski | 412,0   | Marian Zieliński     | 405,5  |
| 75 kg       | Aleksandr Kurynov | 422,5 | Mihály Huszka        | 415,0   | Mohammad Ami-Tehrani | 412,5  |
| 82.5 kg     | Győző Veres       | 460,0 | Tommy Kono           | 455,0   | Géza Tóth            | 442,5  |
| 90 kg       | Louis Martin      | 480,0 | Ireneusz Paliński    | 470,0   | William March        | 460,0  |
| Oltre 90 kg | Jurij Vlasov      | 540,0 | Norbert Schemansky   | 537,5   | Gary Gubner          | 497,5  |

## Medagliere
| Posiz. | Nazione          | Oro | Argento | Bronzo | Totale |
| ------ | ---------------- | --- | ------- | ------ | ------ |
| 1      | Unione Sovietica | 4   | 1       | 1      | 6      |
| 2      | Ungheria         | 1   | 2       | 1      | 4      |
| 3      | Giappone         | 1   | 0       | 0      | 1      |
| 3      | Regno Unito      | 1   | 0       | 0      | 1      |
| 5      | Stati Uniti      | 0   | 2       | 2      | 4      |
| 5      | Polonia          | 0   | 2       | 2      | 4      |
| 7      | Iran             | 0   | 0       | 1      | 1      |
| Totale | Totale           | 7   | 7       | 7      | 21     |

## Classifica a squadre
Il sistema di punteggio è basato sui punti distribuiti per l'esercizio totale in base allo schema adottato nel 1958:
| Pos. | Squadra          | Punti |
| ---- | ---------------- | ----- |
| 1    | Unione Sovietica | 39    |
| 2    | Ungheria         | 28    |
| 3    | Stati Uniti      | 26    |
| 4    | Polonia          | 19    |
| 5    | Giappone         | 8     |
| 5    | Iran             | 8     |
| 7    | Regno Unito      | 7     |
| 8    | Rep. Araba Unita | 5     |
| 9    | Bulgaria         | 3     |
| 9    | Finlandia        | 3     |
| 9    | Francia          | 3     |
| 9    | Romania          | 3     |
| 13   | Germania Est     | 2     |
| 13   | Italia           | 2     |